# Pizza diavola
Pour les articles homonymes, voir Pizza (homonymie) et Diable (homonymie).
Une pizza Diavola ou pizza diavola ou pizza alla diavola (pizza du diable, en italien) est une recette de pizza traditionnelle des cuisine napolitaine et cuisine italienne, variante de la pizza Margherita (pizza napolitaine) à base de sauce tomate, mozzarella, basilic, et de salami épicé relevé au piment ou huile pimentée.

## Histoire

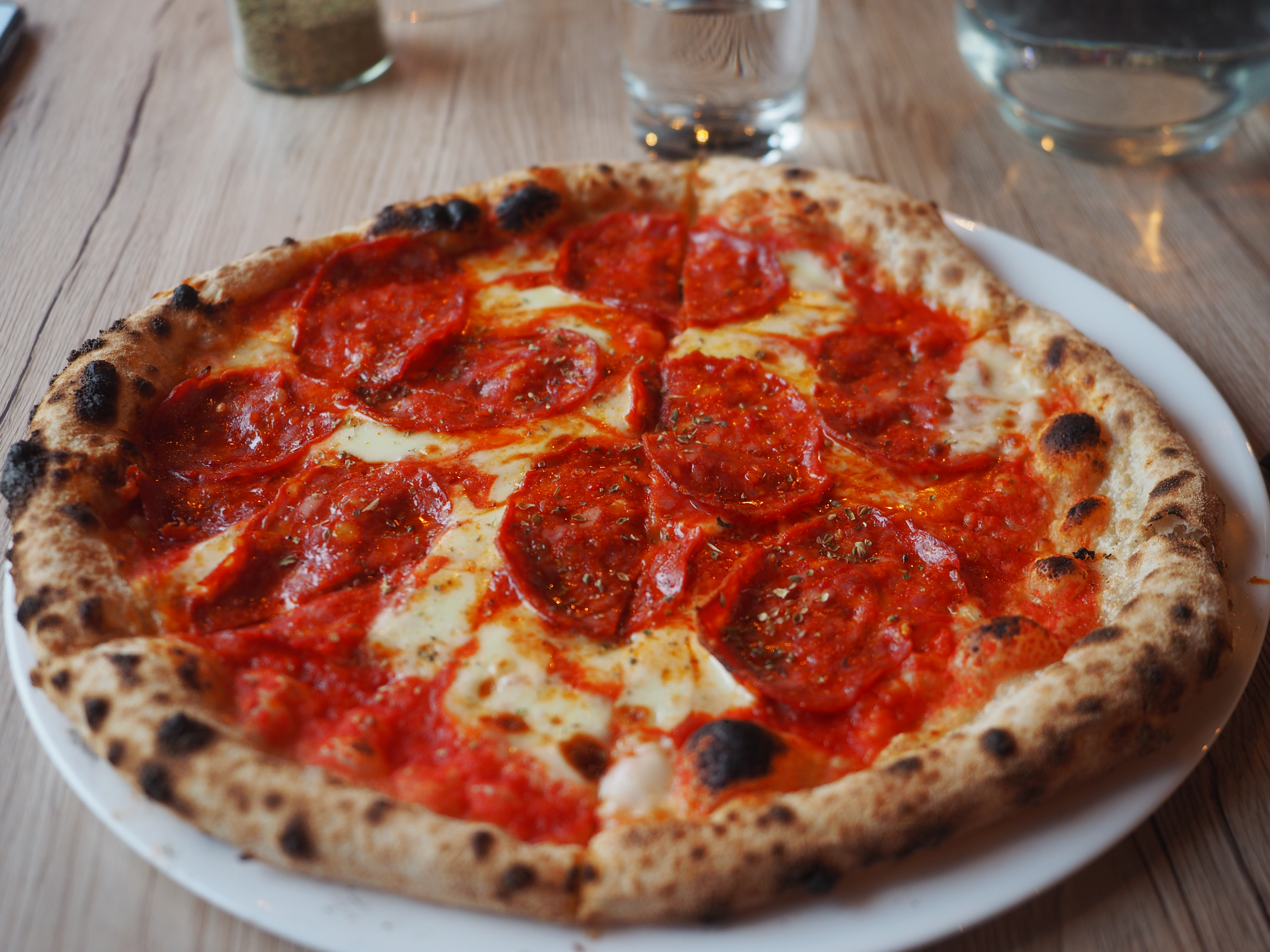

À l'image de la sauce à la diable, le nom diabolique de cette pizza fait référence à sa saveur au caractère piquant-relevé, pour amateurs de sensations fortes,. 
Cette pizza est une variante de la pizza Margherita (pizza napolitaine) de la cuisine napolitaine (sauce tomate, mozzarella, basilic), avec ajout de salami épicé,,, ou encore de charcuteries italiennes épicées telles que le ’nduja... ou encore pour les variantes internationales de pepperoni, salame piccante, chorizo, merguez, sauce piquante, Tabasco, piment oiseau, piment de Cayenne...
Cette recette est déclinée avec des nombreuses variantes de la cuisine italienne, avec par exemple bistecca (steak) alla diavola, poulet alla diavola, poulpe alla diavola, pasta alla diavola, penne alla diavola, spaghetti alla diavola, risotto alla diavola... 